# Moltkia gypsacea
Moltkia gypsacea är en strävbladig växtart som beskrevs av Karl Heinz Rechinger. Moltkia gypsacea ingår i släktet Moltkia och familjen strävbladiga växter. Inga underarter finns listade i Catalogue of Life.